# Andreas Rauscher
Andreas Rauscher (Graz, 25 gennaio 1978) è un ex calciatore austriaco, difensore.